# Anita Tešovičová
Anita Tešovičová (Zsolna, 1940. december 29. –) szlovák író és költő.

## Élete, munkássága
1955 és 1958 között végezte el Besztercebányán a középiskolát. 1958-tól 1964-ig szlovák nyelvet és történelmet tanult a pozsonyi Comenius Egyetem Bölcsészettudományi Karán. Már egyetemi tanulmányai alatt a pozsonyi Csehszlovák Rádió irodalmi szerkesztőségében, valamint Zsolnán a Kerületi Oktatási Központban (1963) dolgozott. Ezután a Smer szerkesztőségében (1964–1966) és 1966-tól 1991-ig a pozsonyi rádióban alkalmazták. 1991-ben nyugállományba vonult.
Gyermekkönyveket, televíziós bábjátékokat, verseket, dalszövegeket, novellákat írt, többnyire gazdag humorral és szatírával fűszerezve. A művei között jelentős szerepet töltenek be a gyermekeknek szóló, a fantáziájukat fejlesztő, vonzó, friss mesék és versek, de több mint 220 dalszöveget is írt, amiket rádióban és televízióban is sugároztak.

## Művei
- Kvetuškine rozprávky (1986) Virágmesék
- Neodbytné refrény (1990)
- Biela mágia (1995) Fehér varázslat
- Biely slon (1995) Fehér elefánt
- Minúty nebom darované (2004)[1] Perceket adományozott az ég
- Údolie zabúdania. Zápasy s Alzheimerovou chorobou (2007)[2] Az elfelejtés völgye. Az Alzheimer-kórról

## Fordítás
- Ez a szócikk részben vagy egészben  az   Anita Tešovičová című szlovák Wikipédia-szócikk ezen változatának fordításán alapul.  Az eredeti cikk szerkesztőit annak laptörténete sorolja fel. Ez a jelzés csupán a megfogalmazás eredetét és a szerzői jogokat jelzi, nem szolgál a cikkben szereplő információk forrásmegjelöléseként.